# Lothar Raucamp
Lothar Raucamp (* 27. Oktober 1905 in Ronsdorf; † 7. November 1985) war ein deutscher Transportunternehmer.

## Werdegang
Raucamp wurde als Sohn eines Brauereidirektors geboren. 1930 machte er sich mit der internationalen Spedition Lothar Raucamp & Co. in Düsseldorf selbständig. In den Anfangsjahren der Bundesrepublik war er Präsident, später auch Ehrenpräsident, des Arbeitsgemeinschaft Güterfernverkehr (AGF) und seiner Nachfolger, Präsident der International Road Transport Union sowie Verwaltungsratsvorsitzender der Bundesanstalt für den Güterfernverkehr.
1954 sprach er bei einem öffentlichen Auftritt von einer „absolut korrupten Bundesbahn“, worüber unter anderem der Hessische Rundfunk und die Frankfurter Allgemeine Zeitung berichteten. Die Deutsche Bundesbahn (DB) stellte daraufhin gegen ihn einen Strafantrag wegen Verleumdung. Lothar Raucamp behauptete im Strafverfahren, sich nicht daran erinnern zu können, eine solche Aussage gemacht zu haben. Nach seinem in diesem Verfahren abgegebenen „vorsorglichen Widerruf“ nahm die DB den Strafantrag zurück.
Bei der Bundestagswahl 1957 kandidierte er für die FDP.

## Ehrungen
- 1966: Verdienstkreuz 1. Klasse der Bundesrepublik Deutschland
- 1972: Großes Verdienstkreuz der Bundesrepublik Deutschland